# Onosma javorkae
Onosma javorkae är en strävbladig växtart som beskrevs av Simonkai. Onosma javorkae ingår i släktet Onosma och familjen strävbladiga växter. Inga underarter finns listade i Catalogue of Life.